# Wrecking Ball (Bruce Springsteen-album)
Wrecking Ball är titeln på Bruce Springsteens sjuttonde studioalbum som släpptes av Columbia den 5 mars 2012. Den första singeln från skivan, "We Take Care of Our Own", släpptes den 19 januari 2012 och blev en hit. En annan låt från skivan, "Rocky Ground", såldes som singel i utvalda butiker den 21 april 2012. I april släpptes även en musikvideo till den tredje singeln från skivan, "Death to My Hometown". Springsteen skrev och komponerade samtliga låtar på albumet.
Albumet Wrecking Ball tog sig direkt upp till förstaplatsen på albumlistorna i 16 olika länder, däribland Storbritannien och USA. I Storbritannien har albumet sålts i 196 000 exemplar och i USA 74 000 exemplar. Det blev även Springsteens tionde album i ordningen att nå första plats i USA. Detta innebar att Springsteen delade tredjeplaceringen i antal ettor på albumlistan med Elvis Presley - endast Beatles (19) och Jay-Z (12) har haft fler.  

## Bakgrund och inspelning
Alla utom tre spår skrevs år 2011. De tre undantagen hade redan släppts som live-versioner.
"Wrecking Ball" skrevs år 2009 inför en serie konserter på Giants Stadium, som en hyllning till arenan då den skulle rivas. Springsteen tillägnade en liveversion med omarbetad text till Wachovia Spectrum i Philadelphia, som även den skulle stängas. Låten dök även upp under Working on a Dream-turnén. 
"American Land" blev till 2006 då Springsteen höll på med The Seeger Sessions. En studioversion av låten spelades in, men släpptes aldrig. Låten har dock ofta spelats live då Springsteen, både med Sessions Band och senare under turnéer med The E Street Band.
"Land of Hope and Dreams" skrevs så tidigt som år 1998 eller under början av år 1999 och framfördes för första gången under The Reunion Tour år 1999. En studioversion spelades ursprungligen in för albumet The Rising år 2002, men låten kom aldrig med på det albumet.
Albumet innehåller vad som kan vara de allra sista inspelningarna med saxofonisten Clarence Clemons, som dog i juni år 2011. Clemons spelar saxofonsolon i låtarna "Wrecking Ball" och "Land of Hope and Dreams". 
Medan hela det nuvarande E Street Band deltar i den på albumet följande turnén, Wrecking Ball Tour, medverkar på albumet från E Street Band endast Clemons, Steven Van Zandt, Max Weinberg och Patti Scialfa. Även Charlie Giordano och Soozie Tyrell medverkar. På albumet medverkar även medlemmar ur The Sessions Band, som spelat med Springsteen av och till och i olika uppsättningar sedan 1997, samt gästartisterna Tom Morello och Matt Chamberlain.

## Albumets mottagande
Albumet har kallats "Springsteens argaste hittills", och i låtarna tar han upp ämnen som ekonomisk rättvisa. Albumet har även beskrivits som "Väldigt rock'n'roll... med oväntade texter, slingor, elektroniska slagverk, och otroliga influenser och rytmer, från hiphop till irländsk folkmusik". 
Paste-skribenten Stephen M. Deusner kallade Wrecking Ball "en stor rockskiva". Andy Gill från The Independent skrev om albumets musikaliska innehåll: "Det är en bekväm mix av klassisk Boss-rock, folkmusiken från hans Seeger Sessions med inslag av ädel gospel, jazz och rebellisk irländsk musik som ger låtarna färg efter deras humör". Steven Hyden från The A.V. Club kallade albumet "ett mainstream rockalbum" och skrev att albumet - musikaliskt sett - innehåller "åskande trummor, skrikande gitarrsolon, violiner, banjos, trumpeter, pianon, kastruller, stekpannor och varenda hård yta i Bruces hemstudio". Musikskribenten Robert Christgau bedömde de sex första spåren som "tung ironi som glider över till mordiskt raseri".
Steve Leftridge från Popmatters bedömde karaktärerna i låtarna - "Det är mindre gripbart vem som ska skyllas för deras problem" - och jämförde Wrecking Ball med The Rising varefter han kallade The Rising för Springsteens "911-album" och Wrecking Ball för hans "Occupy-album".

## Innehåll
Enligt Springsteen skrev han sin första låt om "killen med slips" år 2009. Springsteen har "använt mycket av sin karriär till att skriva om karaktärer som kämpar i tuffa ekonomiska tider, men den ekonomiska krisen övertygade honom om att det var dags att skriva om människorna och krafterna som förde Amerika till den 'fula vändpunkten'. Albumet syftar på Wall Streets girighet och korruption och är en inblick i förödelsen det har skapat".
Öppningsspåret "We Take Care of Our Own" tar Springsteen upp samma teman som i låten "Born in the USA" - sin frustration över den bristande tillförlitligheten hos regeringen. I "We Take Care of Our Own" refererar han också till tiden efter orkanen Katrina och menar att vi kanske "inte tar hand om våra egna". 
"Death to My Hometown" är en arg protestsång mot Wall Streets anställda och den ekonomiska krisen som enligt Springsteen gör dem otillförlitliga. I låten sjunger han bland annat om hur Wall Street förstört familjers fabriker och tagit deras hem. Låten är väldigt influerad av irländsk musik. 
Titelspåret "Wrecking Ball" blev till då Giants Stadium i New Jersey skulle till att rivas och är skriven ur arenans perspektiv. Låten får dock en helt annan innebörd i sammanhanget. Textmässigt skiljer sig låten i stort sett ingenting från den tidigare live-versionen, men däremot har arrangemangen ändrats en del.
Låten "Rocky Ground" är troligen det mest experimentella spåret på albumet. Trots att låten har många likheter med Springsteens tidigare verk som exempelvis gospel-influenser och hiphop-stuk så skiljer den sig ändå lite från Springsteens övriga låtar. Exempelvis innehåller låten ett kort moment då Michelle Moore rappar - sådana moment har aldrig funnits i Springsteen-inspelningar tidigare. Dessutom medverkar en gospelkör på låten. Texten innehåller en del religiösa referenser och refererar bland annat till Bibeln. Låten innehåller mer optimism än de föregående spåren.
Religiösa inslag finns även i nästa spår på skivan, "Land of Hope and Dreams". Låten hade framförts av Springsteen och E Street Band under konserter sedan 1999, men på albumet finns dock inte den ursprungliga versionen av låten. Istället har de tagit med en omarbetad version, med elektroniska trummor och en gospelkör.
Det elfte spåret på skivan heter "We Are Alive" och är en "lägerelds-sång" om strejkande, demonstranter och invandrade arbetare. Det är en akustisk låt där Springsteen backas upp av mariachi-instrument. Riffet som dessa instrument spelar är sannolikt inspirerade av Johnny Cash-låten "Ring of Fire".

## Turnén 2012-2013
Världsturnén startade i mars 2012 och varade till september 2013. Det var den första turnén med E Street Band utan Clarence Clemons. Han ersattes av Clarence brorson Jake Clemons. När Steve Van Zandt var frånvarande ersattes han av Tom Morello. Turnén nådde Sverige och Ullevi 27 juli 2012, och kvällen därefter, den 28 juli gav Expressens musikrecensent Anders Nunstedt spelningen 6 getingar. Spelningen i Helsingfors den 31 juli 2012 skall vara den hittills längsta konsert Springsteen ha genomfört. 4 timmar och 6 minuter, plus fem inledande akustiska låtar som han inledde med för tidiga konsertbesökare.
Springsteen återvände 2013 till Sverige och tre spelningar på Friends Arena, 3 maj, 4 maj och 11 maj.

## Låtlista
1. "We Take Care of Our Own" - 3:53
2. "Easy Money" - 3:36
3. "Shackled and Drawn" - 3:46
4. "Jack of All Trades" - 5:59
5. "Death to My Hometown" - 3:28
6. "This Depression" - 4:07
7. "Wrecking Ball" - 5:49
8. "You've Got It" - 3:48
9. "Rocky Ground" - 4:40
10. "Land of Hope and Dreams" - 6:58
11. "We Are Alive" - 5:43
12. "Swallowed Up (In the Belly of the Whale)" - 5:35 (bonusspår)
13. "American Land" - 4:25 (bonusspår)

## Medverkande
- Bruce Springsteen - Sång, gitarr, banjo, piano, orgel, trummor, slagverk, loops
- Ron Aniello - Gitarr, bas, keyboard, trummor, loops, körsång, loops, slagverk
- Art Baron - Eufonium, tuba, sousafon, tin whistle
- Lily Brown - Körsång
- Kevin Buell - Trummor och körsång
- Matt Chamberlain - Trummor och slagverk
- Clarence Clemons - Saxofon
- Solomon Cobbs - Körsång
- Clark Gayton - Trombon
- Charlie Giordano - Dragspel, orgel, celesta
- Stan Harrison - Klarinett och saxofon
- Steve Jordan - Slagverk
- Rob LeBret - Elgitarr och körsång
- Greg Leisz - Banjo, mandolin, gitarr
- Darrell Leonard - Trumpet
- Dan Levine - Diverse blåsinstrument
- Lisa Lowell - Körsång
- Ed Manion - Saxofon
- Jeremy McCoy - Violin
- Cindy Mizelle - Körsång
- Michelle Moore - Körsång, samt rappar på spår 9
- Tom Morello - Gitarr
- Marc Muller - Gitarr
- New York Chamber Consort - Violin och cello på spår 1, 4 och 7
- Clif Norrell - Tuba och körsång
- Ross Petersen - Körsång
- Curt Ramm - Trumpet och kornett
- Mark Romatz - Kontrabas
- Antionette Savage - Körsång
- Patti Scialfa - Körsång
- Dan Shelly - Fagott
- Soozie Tyrell - Violin och körsång
- Steven Van Zandt - Körsång och mandolin
- Victorious Gospel Choir - Körsång
- Max Weinberg - Trummor